# Kemmel Chateau Military Cemetery
Kemmel Chateau Military Cemetery is een Britse militaire begraafplaats met gesneuvelden uit de Eerste- en Tweede Wereldoorlog, gelegen in het Belgische dorp Kemmel, een deelgemeente van Heuvelland. De begraafplaats ligt aan de Nieuwstraat op 340 m ten noorden van het dorpscentrum (Sint-Laurentiuskerk). Ze werd ontworpen door Edwin Lutyens en heeft een rechthoekig grondplan met een oppervlakte van 5.384 m² en wordt omgeven door een haag. Achteraan in de oostelijke hoek staat het Cross of Sacrifice en centraal aan de noordkant staat de Stone of Remembrance. Er is geen poortgebouw maar een open bakstenen constructie met een bank in een nis aan de ene kant en een open poort aan de andere kant. De begraafplaats wordt onderhouden door de Commonwealth War Graves Commission.
Er worden 1.157 doden herdacht, waarvan 25 niet geïdentificeerde.

## Geschiedenis
Kemmel lag tijdens de oorlog nabij het front van de Ieperboog, in geallieerd gebied. In het noordoosten van het dorpscentrum stond tot voor de oorlog het kasteel van Kemmel. In het noorden van het kasteeldomein begon men in december 1914 met de aanleg van de begraafplaats. De troepen bleven de begraafplaats gebruiken tot maart 1918, want eind april dat jaar namen de Duitsers bij hun lenteoffensief het dorp in. Op 31 augustus 1918 kon Kemmel heroverd worden, maar door de beschietingen van de voorbije maanden waren het kasteel en de begraafplaats verwoest. Het kasteel werd niet meer herbouwd.
Er liggen nu 1.030 Britten (waarvan 21 niet geïdentificeerd konden worden), 24 Australiërs (waaronder 1 niet geïdentificeerde), 80 Canadezen en 1 Nieuw-Zeelander uit de Eerste Wereldoorlog begraven. Onder hen zijn 11 gesneuvelde tunnelgravers die op 10 juni 1916 omkwamen bij de explosie van een mijnschacht in Petit Bois in Wijtschate.
Er rusten ook nog 21 Britten (waarvan 3 niet geïdentificeerde) en 1 Noord-Afrikaanse Franse soldaat uit de Tweede Wereldoorlog. Zij kwamen om tijdens de terugtrekking van het British Expeditionary Force naar Duinkerke in mei 1940.
De begraafplaats werd in 2009 als monument beschermd.

## Graven
- soldaat Krag-Juel-Vind-Frijs, Count Ove is een Deense graaf die bij de Canadian Infantry dienstdeed.[3]

### Onderscheiden militairen
- Guy Louis Busson du Maurier, luitenant-kolonel bij de Royal Fuseliers werd onderscheiden met de Distinguished Service Order (DSO). Hij was 49 jaar toen hij tijdens een bombardement sneuvelde op 9 maart 1915 en was de oom van de Engelse schrijfster Daphne du Maurier.
- Edward Macmahon Seddon, luitenant-kolonel bij de Royal Garrison Artillery en John Angel Gibbs, majoor bij het Welsh Regiment werden onderscheiden met de Distinguished Service Order (DSO).
- majoor Alan Robert Constantine Jenks, de kapiteins Lawrence Alexander Lewis Fink, Capel Desmond O'Brien Butler, James Patrick Roche, David Francis Scollard, Arthur Cecil Scriven, Heffernan James Considine, Frederick John Henry Tobial Frere, William Bertram Wood, Ivan Harold Garvey en Francis Henry Nash en de onderluitenant James Acheson Maclean werden onderscheiden met het Military Cross (MC).
- P. Collins, soldaat bij de Connaught Rangers werd onderscheiden met de Distinguished Conduct Medal (DCM).
- onderluitenant Henry T. Henley, sergeant B.V. Brandon en de korporaals J. Burke en J. Hegarty ontvingen de Military Medal (MM).

### Minderjarige militairen
- Renginald Wilson, soldaat bij het Devonshire Regiment was slechts 15 jaar toen hij op 3 april 1915 sneuvelde.
- John C. McCulloch Hunter, soldaat bij de Royal Fusiliers was slechts 16 jaar toen hij op 10 maart 1915 sneuvelde.
- de soldaten A.E Gautier, Harold K. Hodsdon, M. Doherty, A. Darroch, George Blythen, William J. Styan, Archibald V. Duffel, G. Faulkner, A. Shields, Samuel Eardley en John O'Donoghue waren 17 jaar toen ze sneuvelden.

### Aliassen
Volgende militairen dienden onder een alias:
- korporaal Myles McNamara als Myles Mack bij de The King's (Liverpool Regiment).
- korporaal Joe Dixon als H. Green bij de King's Own Yorkshire Light Infantry.
- soldaat C.C. McKinnon als C.C. Walker bij de Canadian Pioneers.
- soldaat Harold Hodsden als Harold Duggan bij de King's Own (Royal Lancaster Regiment).
- soldaat Patrick Canning als Patrick McGuirre  bij het Royal Irish Regiment.
- soldaat F.L. Reid als F.L. Gorman bij de Canadian Infantry.

### Gefusilleerde militairen
- James Smith, soldaat bij The King's (Liverpool Regiment) werd wegens desertie gefusilleerd op 5 september 1917. Hij was 26 jaar.
- Stanley Stewart, soldaat bij het 2nd Bn. Royal Scots Fusiliers, werd wegens desertie gefusilleerd op 29 augustus 1917. Hij was 21 jaar.[4]